# Friedrich August Berthold Nitzsch
Friedrich August Berthold Nitzsch (* 19. Februar 1832 in Bonn; † 21. Dezember 1898 in Kiel) war ein deutscher evangelischer Theologe.

## Leben
Friedrich August Berthold Nitzsch wurde 1832 als Sohn des Karl Immanuel Nitzsch in Bonn geboren. 1847 zog er mit seinem Vater nach Berlin. In Berlin absolvierte er 1850 am Friedrich-Wilhelms-Gymnasium sein Abitur. Dort hatte er sich vor allem den alten Sprachen zugewendet und bezog die Universität Berlin, um Philologie zu studieren, trat jedoch im ersten Semester zur Theologie über. Weiter studierte er an der Friedrichs-Universität Halle und der Universität Bonn, wo er bei den gelehrtesten Männern seiner Zeit die Vorlesungen besuchte.
Nachdem er im Juli 1855 sein erstes Theologisches Examen absolviert hatte, erwarb er sich als Dozent die Vorleseerlaubnis an Universitäten und wurde Hilfslehrer, später Collaborator am Gymnasium zum Grauen Kloster. Am 12. Juni 1858 avancierte er zum Lizentiaten und habilitierte sich in Berlin am 16. Juli 1859. Noch im gleichen Jahr folgte er einem Ruf an die Universität Wien, wo er jedoch keine Hochschulbefähigung erhielt. Am 2. August 1866 promovierte er an der Universität Greifswald zum Doktor der Theologie und wurde am 2. Mai 1868 ordentlicher Professor der Theologie an der Universität Gießen. In der gleichen Funktion ging er am 1. April 1872 an die Christian-Albrechts-Universität Kiel. In Kiel wurde er auch Konsistorialrat. 1889/90 war er Rektor.

## Werkauswahl
- Lehrbuch der Evangelischen Dogmatik. Mohr, Freiburg im Breisgau 1889, (3. Auflage, 1912)
- Luther und Aristoteles. Festschrift zum vierhundertjährigen Geburtstage Luther’s. Universitäts-Buchhandlung, Kiel 1883
- Grundriss der christlichen Dogmengeschichte. E.S. Mittler, Berlin 1870
- Die Idee und die Stufen des Opferkultus. Ein Beitrag zur allgemeinen Religionsgeschichte. Universitäts-Buchhandlung, Kiel 1889
- Das System des Boethius und die ihm zugeschriebenen theologischen Schriften. Wiegandt und Grieben, Berlin 1860
- Die Schlussworte des Goethe’schen Faust. G. Reimer, Berlin 1885, (Sonderabdruck aus Preußische Jahrbücher Bd. 56, H. 2)
- Theses theologicae. Schade, Berolini (Berlin) 1858